# Mafaldine

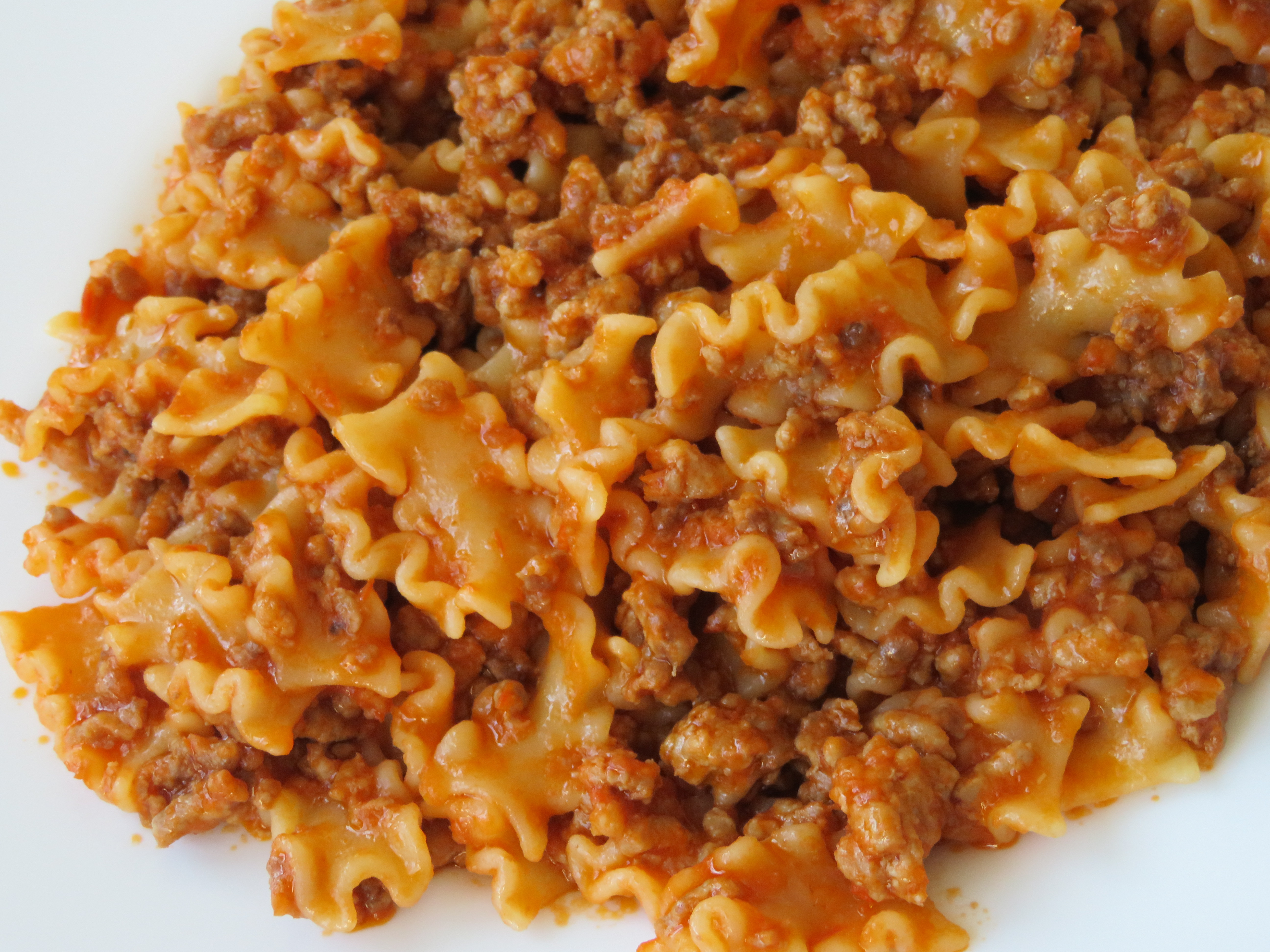
Mafaldine

Mafaldine, známé též jako mafalde, mafalda nebo reginette („královničky“), jsou těstoviny, které pochází z italské oblasti Kampánie. Obvykle jsou široké kolem 12 milimetrů. Mají nudlovitý tvar jako fettuccine a krajkově vlnovité zakončení na obou stranách. Jsou připravovány výhradně z mouky z tvrdé pšenice. Jsou pojmenovány podle italské princezně Mafaldě Marii Savojské.
V oblasti Neapole se historicky také nazývaly fettuccelle ricche nebo Manfredi. Nejčastěji se podávají spolu s neapolským ragú nebo omáčkou s rybami a mořskými plody.